# Videoporter

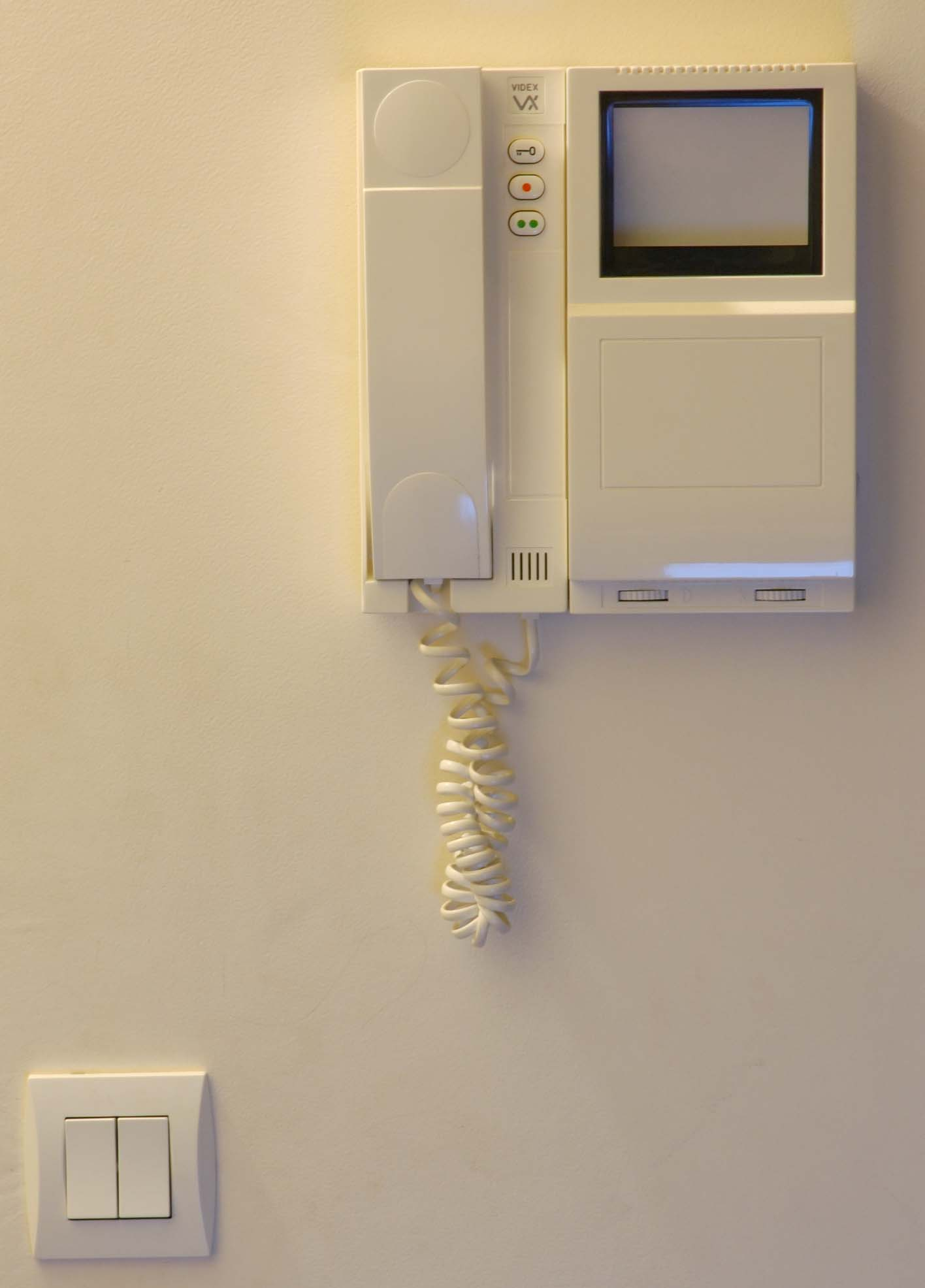
Videoporter

El  videoporter (també anomenat videointèrfon) és un sistema autònom que serveix per a gestionar les trucades que es fan a la porta d'un edifici (destinat entre altres usos a: complex residencial, habitatge unifamiliar, centres de treball, etc.), controlant l'accés al mateix mitjançant la comunicació audiovisual entre l'interior i l'exterior.
La característica principal del videoporter és que permet que la persona que ocupa l'interior identifiqui la visita, podent, si ho desitja (i solament si ho desitja), entaular una conversa i/o obrir la porta per permetre l'accés de la persona que ha trucat.

## L'equip
El videoporter es compon d'elements al carrer i dins l'habitatge: una placa a l'exterior, un obre-portes elèctric i un monitor a l'interior.
La placa exterior o placa de carrer és un panell que s'instal·la al costat de la porta de l'entrada i en el qual s'integren diferents elements preparats per al seu ús en qualsevol circumstància climàtica: un o diversos polsadors per trucar a l'interior (habitualment un per habitatge), una micro-càmera adaptada per a visió nocturna que capta la imatge de la persona que truca, un micròfon que recull la seva veu i un altaveu que reprodueix, al carrer, la veu de qui parla des de l'interior.

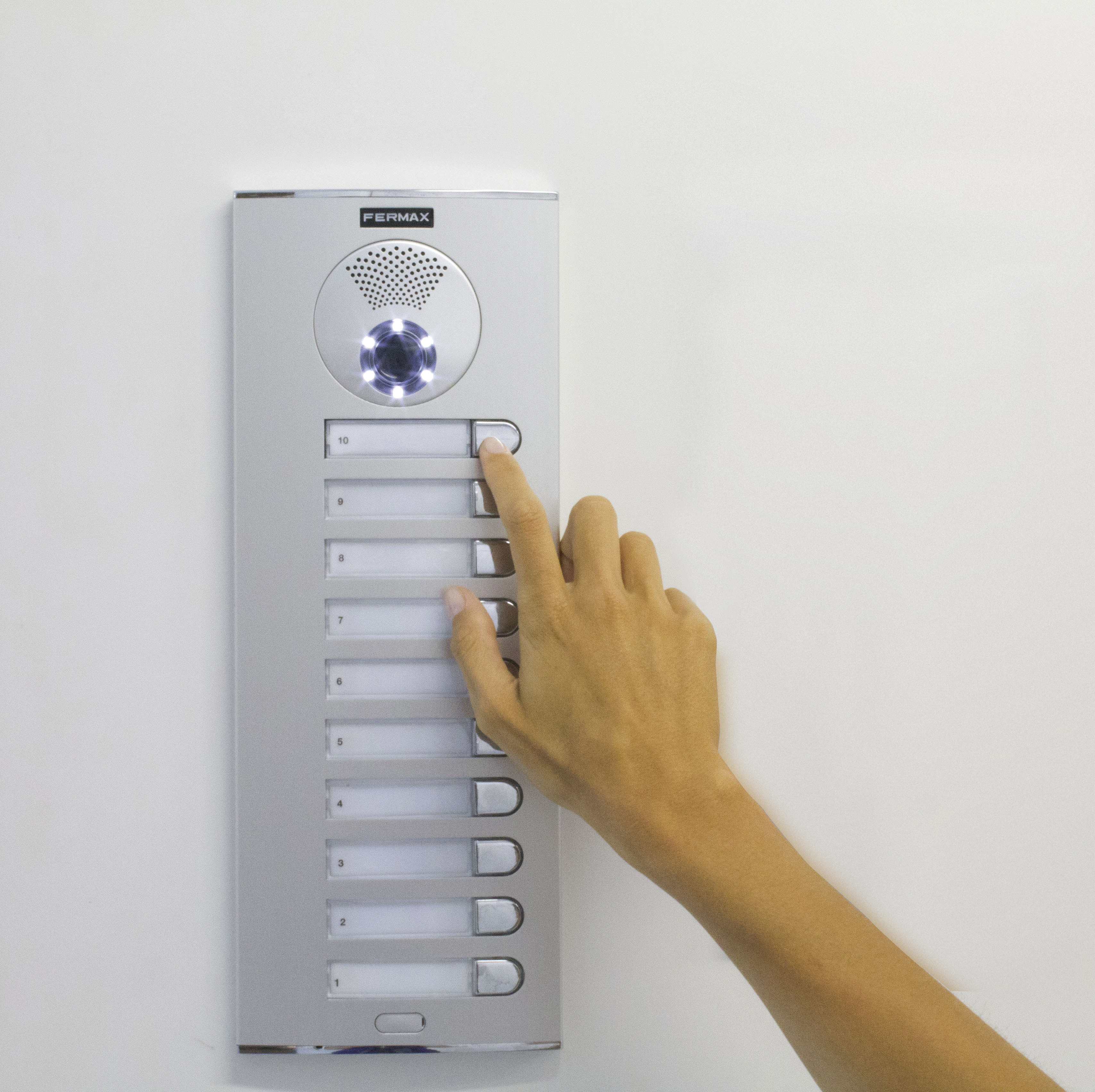
La placa exterior d'un videoporter amb polsadors per poder trucar als habitatges i una càmera que captura la imatge del carrer

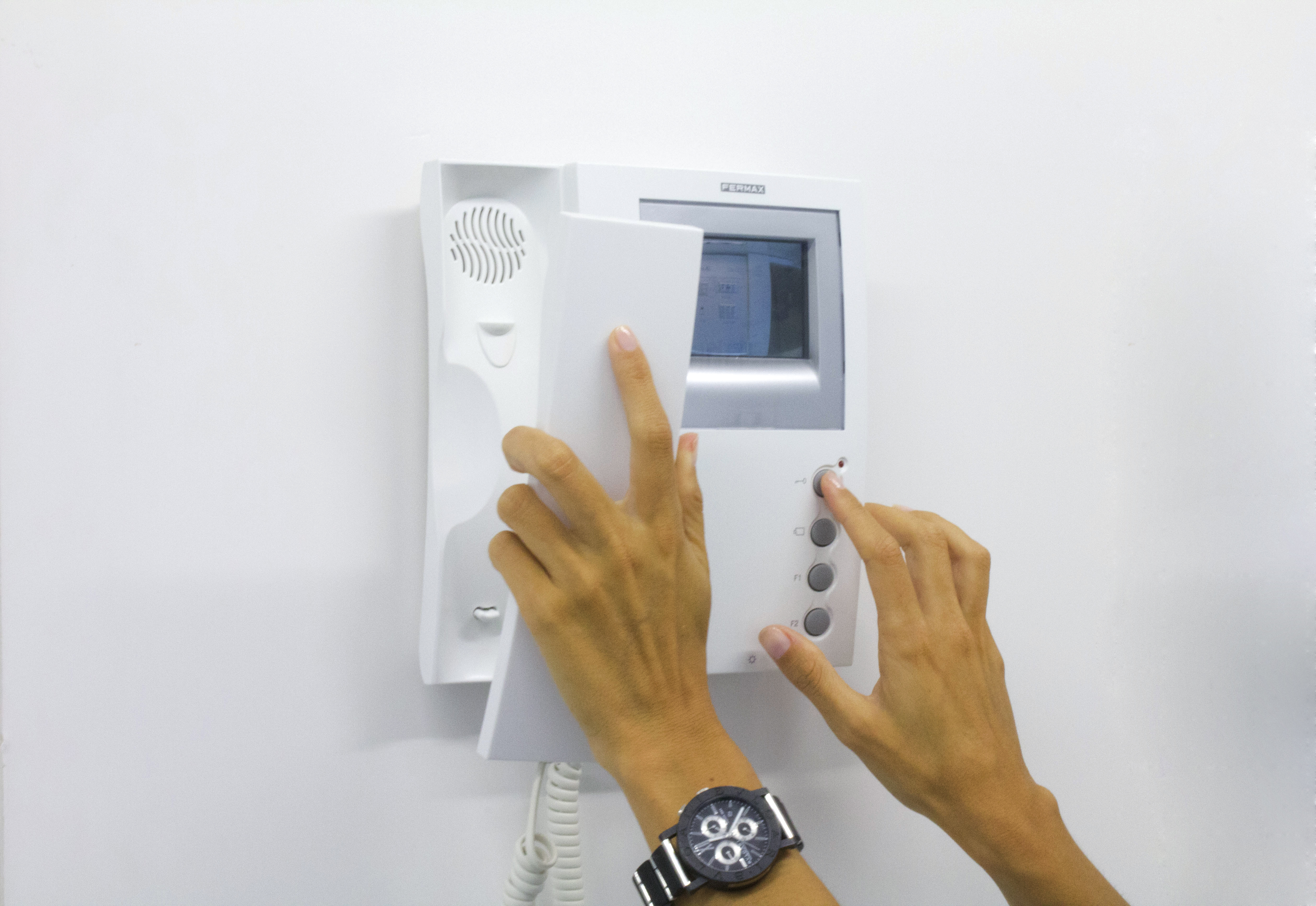
El monitor de videoporter permet veure qui ha trucat a un habitatge, parlar amb la visita i obrir la porta principal

El monitor de videoporter, que s'instal·la a l'interior, consta d'una pantalla en la qual es visualitza la imatge de la persona que ha trucat, el micròfon-auricular per a la conversa i un polsador que permet accionar l'obreportes. La comunicació que s'estableix és totalment dúplex.
l'obreportes elèctric és el dispositiu que s'instal·la en el pany de la porta perquè, en ser accionat des de l'interior de l'edifici, obri el pestell franquejant d'aquesta manera el pas al visitant.

## Variants habituals de l'equip
Hi ha múltiples variants sobre aquest format bàsic. A part de les plaques de carrer amb un polsador per habitatge, és possible trobar-ne unes altres que tenen un teclat numèric: en aquest cas, adaptat per a grans grups residencials, els habitatges s'identifiquen per codis. Unes altres variant incorporen plaques informatives estàtiques o fins i tot petites pantalles per guiar als usuaris o per facilitar l'ús a persones amb discapacitat.
En els monitors de videoporter és possible trobar models amb un auricular similar al d'un telèfon junt amb d'altres denominats “mans lliures”. Hi ha també monitors amb memòries, que emmagatzemen una imatge cada vegada que algú truca a la porta, i videoporters amb pantalla tàctil, per exemple.

## Funcionament automàtic
Quan un visitant acciona un dels polsadors de la placa de carrer, la càmera de la mateixa es connecta i la imatge captada en l'exterior apareix en el monitor. Aquesta connexió es produeix de forma automàtica, sense que sigui necessari activar l'equip, convertint-se en un dels aspectes essencials del videoporter. A partir d'aquest moment, la persona que es troba a l'interior de l'edifici pot obrir la porta si ho desitja o pot iniciar una conversa, que sol ser secreta (no pot ser escoltada per altres usuaris del mateix immoble). L'equip es desconnecta també de forma automàtica transcorregut un temps determinat.
Per a aquest funcionament, el videoporter en el seu conjunt utilitza l'energia en baixa tensió que li subministra la troncal de l'edifici, independentment de la instal·lació dels habitatges, per la qual cosa els equips es poden utilitzar encara que el subministrament s'hagi interromput en un habitatge.

## Funcions extra
Molts dels terminals que es troben al mercat estan preparats per admetre ampliacions, convertint el monitor de videoporter en una petita central per controlar automatismes. Des d'ell es pot visualitzar una o diverses càmeres addicionals instal·lades en altres accessos, accionar encès de llums, obertura d'una segona porta, etc.
També existeix la possibilitat de veure la mateixa imatge i so que apareix en el videoporter en la televisió.

## Videoporters amb control d'accessos
És usual la integració de videoporters amb diferents sistemes de control d'accessos. Això suposa que, en la mateixa placa de carrer, s'instal·len elements que permeten a determinats usuaris prèviament autoritzats a accedir a l'interior d'un recinte. Els mitjans més habituals són les targetes de proximitat, lector d'empremta dactilar, teclat per a nombre secret o fins i tot bluetooth o WiFi activat per un telèfon mòbil.

## Equips adaptats
Actualment, és possible trobar al mercat diferents equips que ofereixen un ús més accessible per a persones amb diferents discapacitats. Així, pensant en persones invidents, la placa de carrer pot incorporar informacions en braille al costat dels polsadors; també poden afegir un sintetitzador de veu que indica quan s'ha obert la porta. Per a les persones amb discapacitat auditiva, la placa de carrer pot incorporar una pantalla que informa mitjançant icones sobre l'estat de la comunicació: si l'usuari està trucant, si parlen des de l'interior o obren la porta. També pensant en aquest tipus d'usuaris, al monitor se li pot incorporar un bucle inductiu, element que interactua amb els audiòfons convencionals facilitant la conversa amb l'exterior sense que la seva presència sigui advertida per la resta d'usuaris. També es poden afegir avisos de trucada acústics o visuals .